# Cow and Chicken
Cow and Chicken (conocida en Hispanoamérica como La vaca y el pollito y en España como Vaca y Pollo) es una serie cómica estadounidense de dibujos animados creada por David Feiss, producida por Hanna-Barbera y emitida por Cartoon Network. Se centra en las aventuras de un absurdo dúo de hermanos: los epónimos Vaca y Pollo, quienes viven con sus padres en un hogar suburbano y a menudo afrontan los problemas que les causa su antagonista, un demonio conocido como Tipo Rojo (en inglés: Red Guy). El actor Charlie Adler le brindó su voz a estos tres personajes, mientras que el reparto secundario incluye a Candi Milo, Dee Bradley Baker, Howard Morris y Dan Castellaneta.
La idea de Feiss, nacida como un relato nocturno en algún momento de 1993, se desarrolló en el proyecto World Premiere Toons de Cartoon Network y tomó forma animada en 1995 con el cortometraje No Smoking (o Prohibido fumar). De ahí surgió la serie en cuestión, cuya emisión original tuvo lugar entre 1997 y 1999. La inspiración de Feiss solía provenir de sus hijos, quienes a menudo discordaban al igual que los protagonistas, mientras que el Tipo Rojo surgió ante la necesidad de añadir alguien más al concepto. El programa también cuenta con los personajes de I.R. Baboon (un babuino) y I.M. Weasel (una comadreja) en el segmento I Am Weasel, que en junio de 1999 se convirtió en una serie derivada en la que Feiss también fue escritor y director.
Cow and Chicken, una de las primeras producciones originales de Cartoon Network, fue nominada a varios premios a lo largo de su emisión (entre ellos, el Annie y el Emmy) y ha quedado plasmada en diversas mercancías, tales como tazas y camisetas. Medios como The New York Times y Clarín la consideraron ejemplo de la evolución que experimentaron los dibujos animados durante la década de 1990. Por otro lado, el episodio «Buffalo Gals» (o «Chicas búfalo») causó algunas quejas por su retrato estereotípico de las mujeres lesbianas, lo que condujo a su censura permanente. Sobre esto, Feiss declaró que su estilo de comedia había ido «demasiado lejos» aquella vez.

## Premisa y personajes
La serie sigue las aventuras de un dúo de animales antropomorfos: la vivaz e inocente vaca de siete años y su hermano, un pollo peleón y rebelde de once. El varón siempre quiere demostrar que su madurez supera a su edad (por ejemplo, diciendo palabras cuyo significado desconoce), mientras que la vaca está más preocupada por involucarlo en sus juegos infantiles, lo que da origen a la relación disfuncional entre ambos. El creador de la serie, David Feiss, se inspiró en la relación de sus hijos (un varón de diez años y una niña de seis) al momento de desarrollar esta premisa.
Estos hermanos viven en un típico hogar suburbano y en su mundo jamás se discute el hecho de que son animales de granja con progenitores humanos. El día a día los conduce a todo tipo de situaciones: desde ir a la escuela y relacionarse con personas de su edad hasta enfrentar al insidioso Tipo Rojo (un demonio que siempre merodea desnudo). Asimismo, hay episodios en que la vaca va al espacio exterior, aspira a convertirse en supermodelo, se dedica al teatro o se transforma en la heroína Supervaca para rescatar a su hermano de algún aprieto. Por su parte, el pollo suele estar acompañado por sus amigos humanos, los nerds Flem y Earl. Su actitud hacia la vaca puede variar de mezquina a amable, sea por algún interés o un genuino sentimiento de hermandad. Rojo se manifiesta como un villano pomposo, fraudulento y amanerado que, aun con sus constantes fechorías, resulta poco amenazante. Para engañar a los protagonistas y cumplir sus objetivos, puede travestirse o asumir distintas profesiones. Contrario a la creencia popular, Feiss negó que se trate de un villano homosexual, sino de un sujeto «original» que en realidad desea tener amigos.
Además de sus elementos fantásticos, la serie se vale del humor sarcástico o absurdo con ocasionales alusiones a la cultura popular estadounidense. En una edición de 1997, Animation World Magazine señaló los constantes chistes sobre «tetas» y «nalgas desnudas» que en ella se presentan. El personaje de Rojo ilustra esto con el constante enfoque que le da a su trasero, o la vaca, cuya abultada ubre siempre está descubierta. Como puente entre cada episodio está el segmento I Am Weasel, que muestra la rivalidad entre el exitoso genio internacional I.M. Weasel (una comadreja) y su rival, el menos brillante y celoso I.R. Baboon (un babuino), quienes también cambian de profesión frecuentemente. Otro aspecto particular de la serie es que los padres de Vaca y Pollo (simplemente llamados Papá y Mamá) nunca son visibles desde el torso para arriba y usan sus pies para realizar cada acción. Feiss explicó esto de la siguiente manera:

«Este es un gag que usé en el piloto de Cow and Chicken. Se basa en un típico encuadre en la animación que mostraba solo las mitades inferiores de los adultos o las personas para mantener la atención [del espectador] en la acción de los pequeños personajes animales o infantiles. Mi chiste era que estos padres realmente no tenían una mitad superior. Eso se reveló al final del piloto».

## Origen y producción

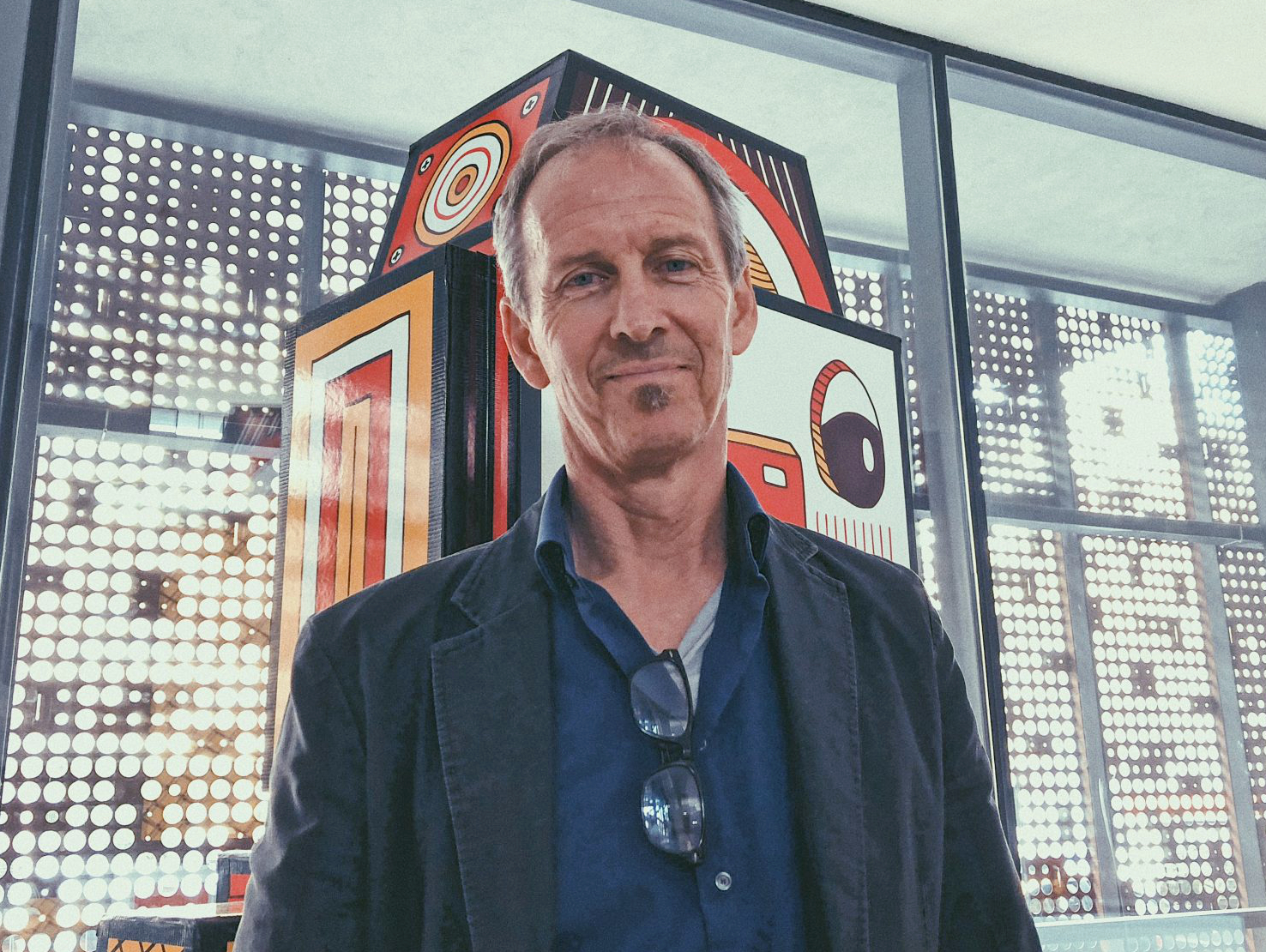
David Feiss en 2018.

A comienzos de los años 1990, David Feiss contaba con créditos en producciones como Ren & Stimpy, Once Upon a Forest y Jetsons: The Movie. Ante la oportunidad de presentarle un proyecto nuevo a Hanna-Barbera —estudio que en 1993 se había decidido a financiar 48 cortos para potenciales series televisivas—, el animador aprovechó un relato nocturno que había improvisado para su hija de seis años apenas unas semanas antes, que versaba sobre las estrafalarias aventuras de una vaca y un pollo que moraban en los suburbios. Feiss bautizó a los personajes en concordancia a su especie, pues, en sus propias palabras: «Pensé que era estúpido llamarlos Fred o algo por el estilo». Algo que contribuyó al tono bufonesco de su idea era que el animal bovino, con su característico peso de 460 kg, contrastaba enormemente con su pequeño y escuálido hermano, y que a ambos los había concebido como una pareja de novios. De cinco mil ofrecimientos para el plan de financiación, el de Feiss fue escogido para convertirlo en uno de los dieciocho cortometrajes o pilotos a emitir en 1995 a través de Cartoon Network. Este canal, que aún no contaba con producciones originales y se dedicaba a retransmitir contenido antiguo de su amplia librería de animaciones, le dio la bienvenida a dicho material en lo que empezó como el proyecto World Premiere Toons, lo que después dio paso al programa What a Cartoon!.
Feiss descartó la idea de convertir a Cow and Chicken en un libro infantil y tomó a los personajes para producir el cortometraje de siete minutos No Smoking (o Prohibido fumar). Esta ocasión la compaginó con su trabajo en el filme All Dogs Go to Heaven 2 para el estudio Metro-Goldwyn-Mayer, donde solía coincidir con su primo Sam Kieth, quien a la vez trabajaba en su historieta The Maxx. De sus interacciones surgieron algunos diálogos añadidos al piloto y el platillo favorito de los protagonistas: «pork butts and taters» («traseros de puerco y patatas»). Feiss se comprometió a la insólita labor de animar casi todo por su cuenta, un proceso que le tomó diez meses y definió como uno de los más «liberadores» de su carrera. Su amigo Deane Taylor le colaboró como director de arte; él realizaba los fondos en Dublín (Irlanda) y se los eviaba a Feiss mediante el servicio de paquetería FedEx.
En la trama, el pollo se encuentra con el Tipo Rojo, un demonio que lo secuestra bajo el pretexto de venderle cigarrillos. Este antagonista era nuevo en el concepto, pues Feiss se había dado cuenta de que iba a necesitar «más que solo una vaca y un pollo» para contar historias. Primero lo había visto en un sueño, donde Rojo se manifestaba para decirle uno de los diálogos que tiene en el piloto: «Hola, soy yo, el demonio. Represento todo lo malo y además estoy desnudo». Feiss se sorprendió de que Cartoon Network aceptara al personaje, en vista de que «el mero hecho de que no usara pantalones fue un desafío para mucha gente». En su mente, Rojo era la verdadera personificación del Diablo, pero sus financiadores le dijeron que no podía haber alusiones a semejante naturaleza. La res, vistiendo un traje púrpura y una manta a modo de capa, asume su papel de heroína como Supervaca y parte a rescatar a su hermano. Sus diálogos, como lo había sugerido la entonces esposa de Feiss, Pilar Menéndez, están dichos en español en lugar de inglés. A raíz de No Smoking, que en 1996 ganó el premio Annie al mejor cortometraje animado, Hanna-Barbera comisionó una tanda de trece episodios televisivos basados en el concepto explorado ahí.

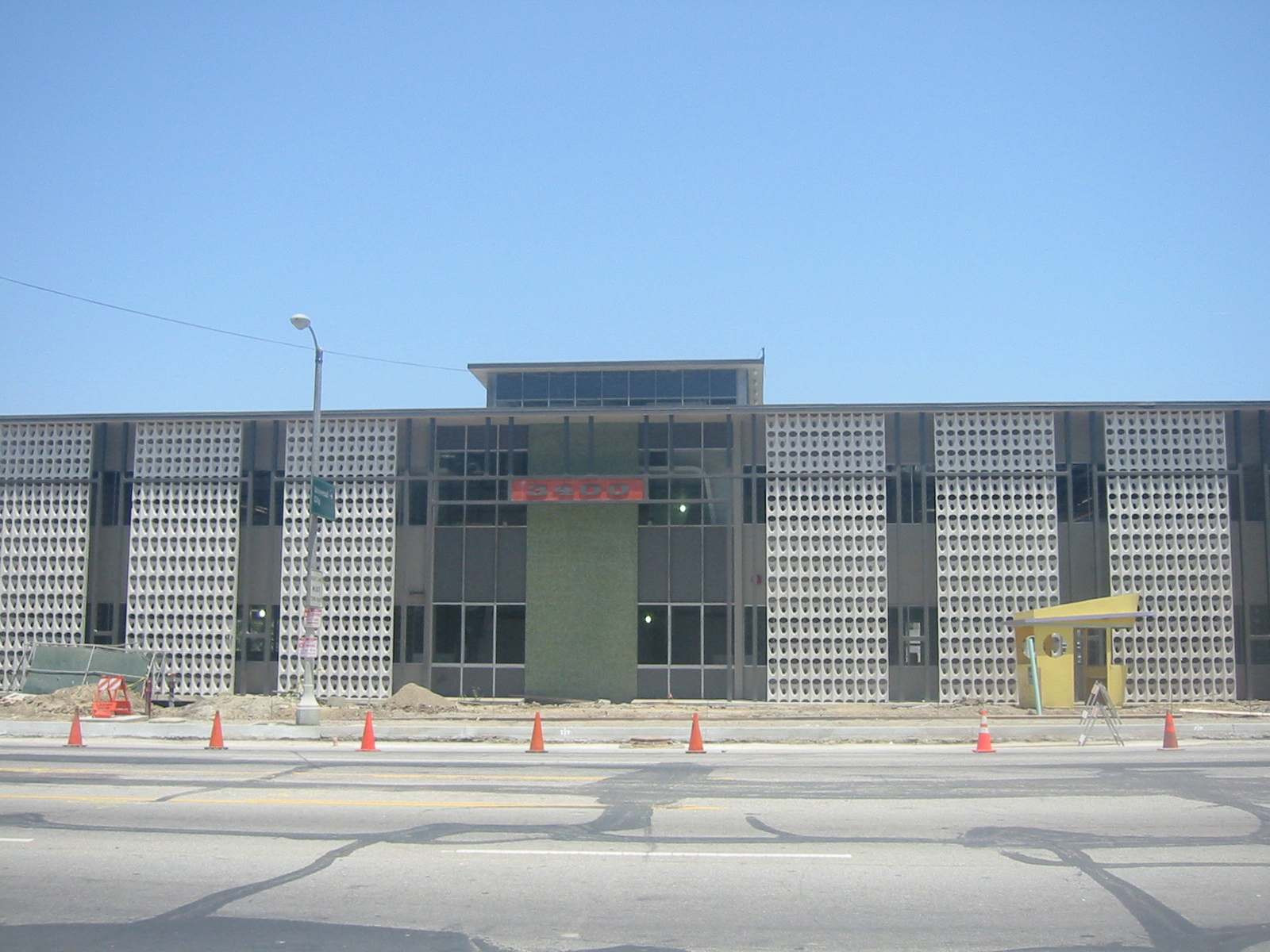
Imagen de lo que una vez fue el edificio de Hanna-Barbera, donde se produjo Cow and Chicken.

El programa de Cow and Chicken se estrenó en Cartoon Network el 15 de julio de 1997 y formó parte de la primera «clase de graduados» del canal, junto con Dexter's Laboratory y Johnny Bravo. En su espacio de media hora, las tres incluían un entreacto de siete minutos centrado en personajes distintos; en el caso de Cow and Chicken era I Am Weasel, que dos años después se convirtió en una serie derivada por decisión de Cartoon Network. 52 de aquellos segmentos intermedios constituyeron una parte de este segundo programa, en el que sus protagonistas, I.R. Baboon y I.M. Weasel, a menudo se encontraban con el Tipo Rojo: «Realmente no recuerdo haber preguntado si podía o no cruzar los dos programas; lo hice porque se sentía como el mismo universo», comentó Feiss en una entrevista.
Feiss asumió el puesto de director supervisor y a veces basaba las historias del programa en incidentes de la vida cotidiana, ya fuesen de su niñez, la de sus hijos o experiencias que conocía de otras personas. Hanna-Barbera le concedió libertad creativa, incluso cuando el humor que él manejaba —inspirado en la revista Mad, en Monty Python y en animaciones de Warner Bros.— no estaba «ni cerca» de lo que el estudio había hecho en su trayectoria. En aquel entonces, el costo de producción oscilaba entre los 500 000 y 600 000 USD por episodio. La serie culminó en su cuarta temporada, cuya emisión tuvo lugar durante 1999. Hanna-Barbera se disolvió a raíz de su compra por Time Warner, lo que dio paso al surgimiento de Cartoon Network Studios. Según Feiss, el cambio de intereses en el canal fue la razón de que cesara la producción de Cow and Chicken. Una fuente extraoficial divulgó que se planeó una película basada en la serie, y el creador afirmó al respecto: «Hubo un guion que se nos ocurrió a mi editor de historia Mike Ryan y a mí. No estoy completamente seguro de por qué fue abandonada. ¡Pudimos habernos divertido!». En 2022 comentó que, en caso de que el canal pidiese más de Cow and Chicken con su ayuda, transformaría los visuales al formato CGI, con el cual había adquirido experiencia al dirigir la película Open Season: Scared Silly.

## Reparto
Charlie Adler contó durante una entrevista que para obtener el rol de Vaca pensó en una línea que la actriz Ellen Greene había cantado en el filme Little Shop of Horrors, y que al imitarla causó risas en el salón donde audicionó. Para las escenas en que debía hablar en español como Supervaca, el actor seguía las instrucciones de Pilar, la exesposa de Feiss, quien nació en España y le ayudaba a desglosar sus líneas fonéticamente. Con Pollo intentaba replicar su voz de adolescente y el «acento bostoniano» que desarrolló cuando era pequeño. Si bien no especificó qué lo inspiró para interpretar al Tipo Rojo, declaró que le encantaba la absurdidad del personaje en general, pero que su primera impresión de él era que iba a causar protestas de los grupos religiosos por ser una obvia representación del Diablo. Adler se quedó con estos tres papeles porque Feiss insistió en que fuese así, pese a que Cartoon Network dudaba en que alguien hiciera más de una voz. El reparto secundario de Cow and Chicken incluye a Candi Milo (Mamá), Dee Bradley Baker (Papá), Howard Morris (Flem) y Dan Castellaneta (Earl), mientras que el segmento de I Am Weasel cuenta con las actuaciones de Adler y Michael Dorn en los papeles de I.R. Baboon y I.M. Weasel, respectivamente. Feiss conoció a Dorn por recomendación de Van Partible (el creador de Johnny Bravo) y quedó impresionado por la calidad de su voz, la cual hizo a lo largo de 79 episodios.

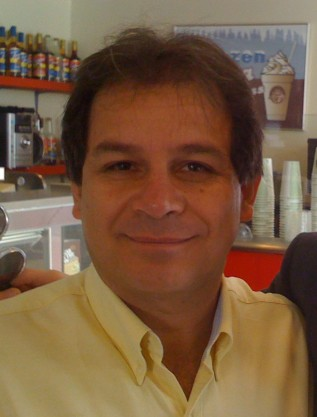
El actor mexicano Yamil Atala codirigió el doblaje hispanoamericano de Cow and Chicken y le brindó su voz al personaje de Pollo.

En las versiones en español hay personajes cuyo nombre no es el mismo que en la versión original, aunque el cambio los mantiene fieles a lo que en sí representan. Para Hispanoamérica, Javier Rivero y Yamil Atala interpretaron a los protagonistas, Vaca y Pollito (respectivamente), y llevaron a cabo la dirección del doblaje. El elenco secundario lo componía Ricardo Hill (Señor Trasero Rojo), Liza Willert (Mamá), Genaro Vázquez Rojas (Papá y Earl), Víctor Hugo Aguilar (Comadreja) y Mario Filio (Flem y Jaimico, el babuino). En España, César Martínez asumió la dirección e interpretó a Pollo, con un reparto que incluía a Gloria Roig (Vaca), David Sánchez Guinot (Demonio Rojo), Ariadna Guzmán (Mamá), Javier Viñas (Papá), Aleix Estadella (Flem), Óscar Muñoz (Comadreja) y Rafael Turia (Mandril). Cabe señalar que esta versión reemplaza el acento español de Supervaca por uno asociado con el dialecto latino, mientras que en la apertura hispanoamericana los mismos Vaca y Pollito aseguran que son adoptados en lugar de hijos naturales de Papá y Mamá.

## Emisión y censura

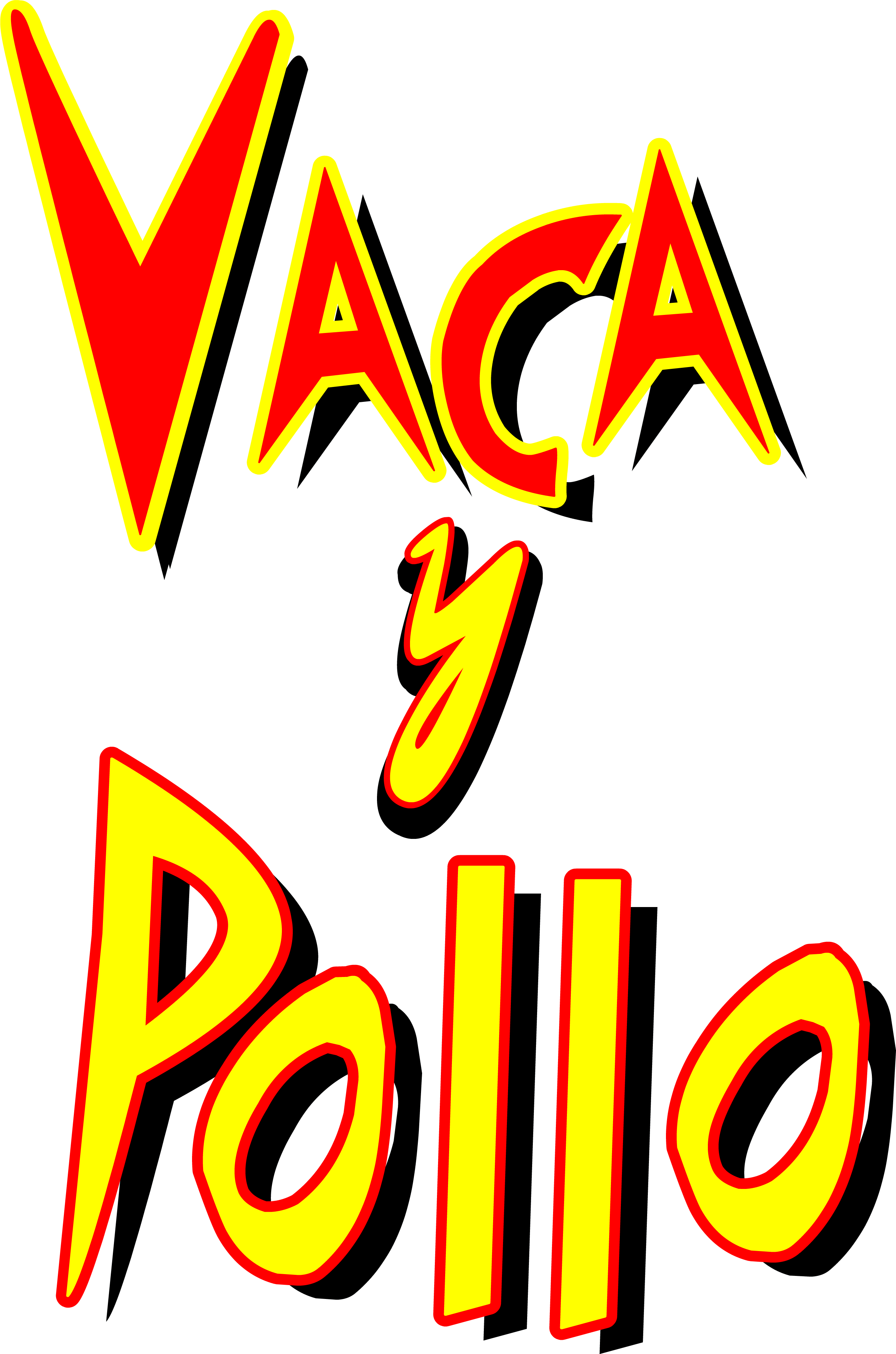
Título de la serie en España.

Cow and Chicken sucedió a Johnny Bravo en la cronología de las series originales de Cartoon Network (o «Cartoon Cartoons»). Su estreno el 15 de julio de 1997 incrementó en un 77 % la audiencia de seis a once años. Para el otoño de 1998, veintiséis episodios adicionales ya estaban programados para salir al aire, cuando la serie se presentaba los martes y jueves a las 20:00 h. Del mismo modo, se registró un aumento de 50 % en la sintonía de hogares cuando su emisión comenzó a efectuarse durante las noches de semana. Aunque estaba expuesta a un público amplio, el letrero TV-Y7 avisaba que su contenido podía no ser apto para menores de siete años. Desde su debut hasta 1999, la serie totalizó cuatro temporadas que abarcan 52 episodios divididos en segmentos de siete minutos. En su último tramo se presentaron los «Smelly Telly episodes», cuya emisión se complementaba con una tarjeta de catorce esencias enumeradas que, al frotarlas con el dedo según el número que aparecía en pantalla, desprendían el aroma correspondiente a lo que sucedía en la escena. Cow and Chicken también llegó a los países donde se habla el castellano: en Hispanoamérica es conocida como La vaca y el pollito, mientras que en España, donde se emitió tanto subtitulada como con voces propias del país, su título es Vaca y Pollo.
Aunque significó un éxito para su canal (especialmente en Europa y América Latina), la serie no estuvo exenta de controversias. No se emite en la India, donde la vaca es venerada como un animal sagrado y los gags grotescos que la involucran pueden resultar ofensivos. Cartoon Network se ha resistido a retransmitir el episodio «Buffalo Gals» (o «Chicas búfalo»), cuyos chistes se basan en estereotipos de la mujer lesbiana y en él están manifiestos por un grupo de moteras que integran un equipo de sóftbol femenil. En el libro Sexual Identities and the Media (2015), de Wendy Hilton-Morrow y Kathleen Battles, se habla de cómo las insinuaciones sexuales del segmento (que incluyen analogías sobre ser pasivo o activo) pueden pasar desapercibidas en la mente infantil, pero resultaron obvias para la audiencia adulta, y cómo ello no contribuye a una mejor representación de la comunidad LGBT. «Buffalo Gals» se emitió únicamente el 20 de febrero de 1998 y fue reemplazado por «Orthodontic Police» luego de que el canal recibió quejas sobre dicho contenido. En el contexto del episodio, David Feiss comentó: «Sí, fui demasiado lejos. Hoy en día haría las cosas de manera diferente. [En aquel momento] solo estaba intentando ser tonto. Ese tipo de cosas [los chistes] no son para los niños, creo».
| Orden de emisión | Orden de emisión | Orden de emisión | Orden de emisión     | Orden de emisión        |
| Temporada        | Temporada        | Episodios        | Emisión original     | Emisión original        |
| Temporada        | Temporada        | Episodios        | Inicio               | Final                   |
| ---------------- | ---------------- | ---------------- | -------------------- | ----------------------- |
|                  | 1                | 13               | 15 de julio de 1997  | 23 de diciembre de 1997 |
|                  | 2                | 13               | 13 de enero de 1998  | 7 de abril de 1998      |
|                  | 3                | 13               | 15 de agosto de 1998 | 3 de mayo de 1999       |
|                  | 4                | 13               | 26 de abril de 1999  | 24 de julio de 1999     |

## Derivados
Incluso mucho después de su emisión original, el programa ha quedado plasmado en múltiples mercancías, tales como camisetas, tazas o lanzamientos en vídeo —ya sea en descarga digital, VHS o DVD—. Los personajes están incluidos en varios números de las historietas Cartoon Network Presents, Cartoon Network Starring y Cartoon Cartoons, todas publicadas por DC Comics entre 1997 y 2004. Protagonizan además el cuarto one-shot del cómic Super Secret Crisis War! (2014), de IDW Publishing, cuya historia se entrecruza con otros capítulos de la misma pentalogía. También están en los videojuegos Cartoon Network Speedway (de 2003, para Game Boy Advance) y Cartoon Network Racing (de 2006, para Nintendo DS y PlayStation 2), donde el objetivo es sobrepasar a otros personajes de Cartoon Network conduciendo a través de distintos circuitos y escenarios. Cartoon Network: Block Party, lanzado para Game Boy Advance en 2004, presenta a Vaca, Pollo y otros personajes del canal en catorce minijuegos con estilo de tablero. Super Cow Adventure, un juego móvil publicado por GlobalFun en 2009, consiste en controlar a Supervaca al modo de plataformas a lo largo de quince niveles que conducen hasta el jefe final, el Tipo Rojo. La canción de apertura —compuesta por Guy Moon— y varios temas producidos para otras series de Cartoon Network también figuran en el álbum Cartoon Medley, lanzado por Rhino Records en 1999. Por su parte, la empresa Trendmasters produjo los peluches y figuras coleccionables de los personajes en el año 2000.

## Recepción
Distintos medios estadounidenses destacaron la serie alrededor de su estreno en julio de 1997. Harlene Ellin del diario Chicago Tribune la contrastó con su coetánea Johnny Bravo al decir que Cow and Chicken «sí tiene algunos puntos brillantes», y opinó que lo bizarro de ver a dos animales con padres humanos «hace que todo sea más divertido». Hal Boedeker, un crítico de Orlando Sentinel, supuso que los televidentes ajenos al humor absurdo podrían querer cambiar de canal, pero aseguró que la caricatura sobresalía entre la renovada programación nocturna de Cartoon Network. Por su parte, Phil Gallo de la revista Variety dijo que esta era la propuesta más «exótica» del primer trío surgido de World Premiere Toons, y que sus historias llenas de giros argumentales pueden mantener el interés del espectador, incluso cuando el material es «menos que de primera categoría». No obstante, opinó que la interpretación de Adler como Vaca necesitaba «refinamiento» por ser la imitación de una voz femenina.
Un editor del periódico Clarín comentó en 1998 que la serie expone «las transformaciones sufridas por el dibujo animado en la última década», mediante personajes con distintivos trazos «psicodélicos» muy lejanos a la «perfección realista de un Mickey o un Donald». Su reseña concluye que «aquí, la palabra la tienen los niños [... pues] La Vaca y el Pollito animan el universo infantil tal como se expresa en estos tiempos». Peter Marks de The New York Times mencionó que el programa, con su «ingenioso diálogo, acertadas burlas a la cultura popular estadounidense y extraños gráficos posmodernos», se adapta a «una época en que los niños y las niñas parecen crecer mucho más rápido», a la vez que a un público más maduro. A través de Tribune Media Services, Perry Simon afirmó que las caricaturas se habían vuelto «más ruidosas, más rápidas y más groseras», y que Cow and Chicken estaba «orgullosa» de ser ruidosa. En un análisis retrospectivo de tono desfavorable, D.L. Keatis de Comic Book Resources dijo que la serie se apoya demasiado en el humor escatológico y «carece de la inteligencia y sofisticación» de muchos de sus contemporáneos. La reseña de KJ Dell Antonia en Common Sense Media asegura que una gran parte del programa no resultará graciosa si se carece de experiencia con el contenido que ofrece la televisión en general.
Varias publicaciones han comparado a Cow and Chicken con Ren & Stimpy, una serie del animador John Kricfalusi. Timothee Donohoo de Comic Book Resources señaló que ambas tratan sobre un dúo de animales parlantes —uno «pequeño y sarcástico» y otro «más alto, tonto, pero amigable»— cuyo mundo es dominado por seres humanos. David Feiss había trabajado en Ren & Stimpy antes de dedicarse a su propia creación y comentó que las dos comparten el ser producciones infantiles hechas «con los adultos en mente». Más aún, reconoció a Ren & Stimpy como la caricatura que abrió las puertas para los jóvenes creadores durante el tiempo en que eran los ejecutivos quienes creaban los programas. Dadas las similitudes, también dijo: «Mucha gente piensa que mi estilo es como el de John, pero siempre ha sido el mismo que tenía en Cow and Chicken». Por su parte, Julián Gorodischer del diario Página/12 afirmó que el éxito de ambas caricaturas «subraya que los niños ya no se asustan del dibujo grotesco», y que la serie de la vaca y el pollo es «menos violenta, pero igual de revulsiva» en comparación con la otra. Kricfalusi, quien en 2001 emitió fuertes críticas hacia otras animaciones que estaban en emisión, comentó que «Cow and Chicken tiene dibujos absolutamente hermosos».

## Premios y nominaciones
| 4 victorias de 12 nominaciones | 4 victorias de 12 nominaciones | 4 victorias de 12 nominaciones                                                           | 4 victorias de 12 nominaciones | 4 victorias de 12 nominaciones |
| Año                            | Premio                         | Categoría                                                                                | Nominado(s) | Resultado                      |
| ------------------------------ | ------------------------------ | ---------------------------------------------------------------------------------------- | --- | ------------------------------ |
| 1996                           | Premios Annie                  | Mejor corto animado                                                                      | Hanna-Barbera (por No Smoking) | Ganador                        |
| 1996                           | Premios Primetime Emmy         | Programa animado destacado de una hora o menos                                           | Buzz Potamkin, Larry Huber, David Feiss, Pilar Menéndez y Sam Kieth (por No Smoking)                                                 | Nominados                      |
| 1997                           | Premio Reuben                  | Animación televisiva                                                                     | David Feiss | Ganador                        |
| 1997                           | Premios Annie                  | Mejor logro individual: guiones gráficos en una producción televisiva                    | Nora Johnson (por «Orthodontic Police»)                                                                                              | Ganadora                       |
| 1998                           | Premios Annie                  | Logro individual destacado en música para una producción animada de televisión           | Bill Burnett y Guy Moon (por «The Ugliest Weenie, Part 2»)                                                                           | Nominados                      |
| 1998                           | Premios Annie                  | Logro individual destacado en producción de animación para televisión                    | Vincent Davis | Ganador                        |
| 1998                           | Premios Annie                  | Logro individual destacado en guiones gráficos para una producción animada de televisión | Maxwell Atoms (por «The Karate Chick»)                                                                                               | Nominado                       |
| 1998                           | Premio Golden Reel             | Mejor edición de sonido — Serie animada de televisión                                    | Cow and Chicken | Nominada                       |
| 1998                           | Premio Golden Reel             | Animación televisiva — Música                                                            | Cow and Chicken | Nominada                       |
| 1998                           | Premios Primetime Emmy         | Programa animado destacado de una hora o menos                                           | Davis Doi, Vincent Davis, David Feiss, Steve Marmel, Richard Pursel y Michael Ryan (por «Free Inside!/Journey to the Center of Cow») | Nominados                      |
| 1999                           | Premios Annie                  | Logro individual destacado en actuación de voz en una producción animada televisiva      | Charlie Adler (como Vaca) | Nominado                       |
| 1999                           | Premio Golden Reel             | Animación televisiva — Música                                                            | Cow and Chicken y I Am Weasel | Nominados                      |